# Piridossale 5'-fosfato sintasi
La piridossale 5'-fosfato sintasi è un enzima appartenente alla classe delle ossidoreduttasi, che catalizza la seguente reazione:
piridossamina 5′-fosfato + H2O + O2 ⇄ piridossale 5′-fosfato + NH3 + H2O2
piridossina 5′-fosfato + O2 ⇄ piridossale 5′-fosfato+ H2O2
L'enzima è una flavoproteina contenente FMN. In Escherichia coli il coenzima piridossale 5′-fosfato è sintetizzato de novo da un pathway che coinvolge la eritrosio-4-fosfato deidrogenasi, la 4-fosfoeritronato deidrogenasi, la fosfoserina transaminasi, la 4-idrossitreonina-4-fosfato deidrogenasi, la piridossina 5'-fosfato sintasi e la piridossale 5'-fosfato sintasi (con piridossina 5′-fosfato come substrato). Anche i derivati della piridossamina sostituiti presso N4′ sono ossidati nella reazione, a formare piridossale 5′-fosfato e la corrispondente ammina primaria.